# NGC 5747
NGC 5747 (другие обозначения — IC 4493, IRAS14419+1220, UGC 9496, ZWG 76.13, MCG 2-38-2, KCPG 435B, PGC 52638) — спиральная галактика (Sb) в созвездии Волопас.
Этот объект входит в число перечисленных в оригинальной редакции «Нового общего каталога».